# Yerbatero

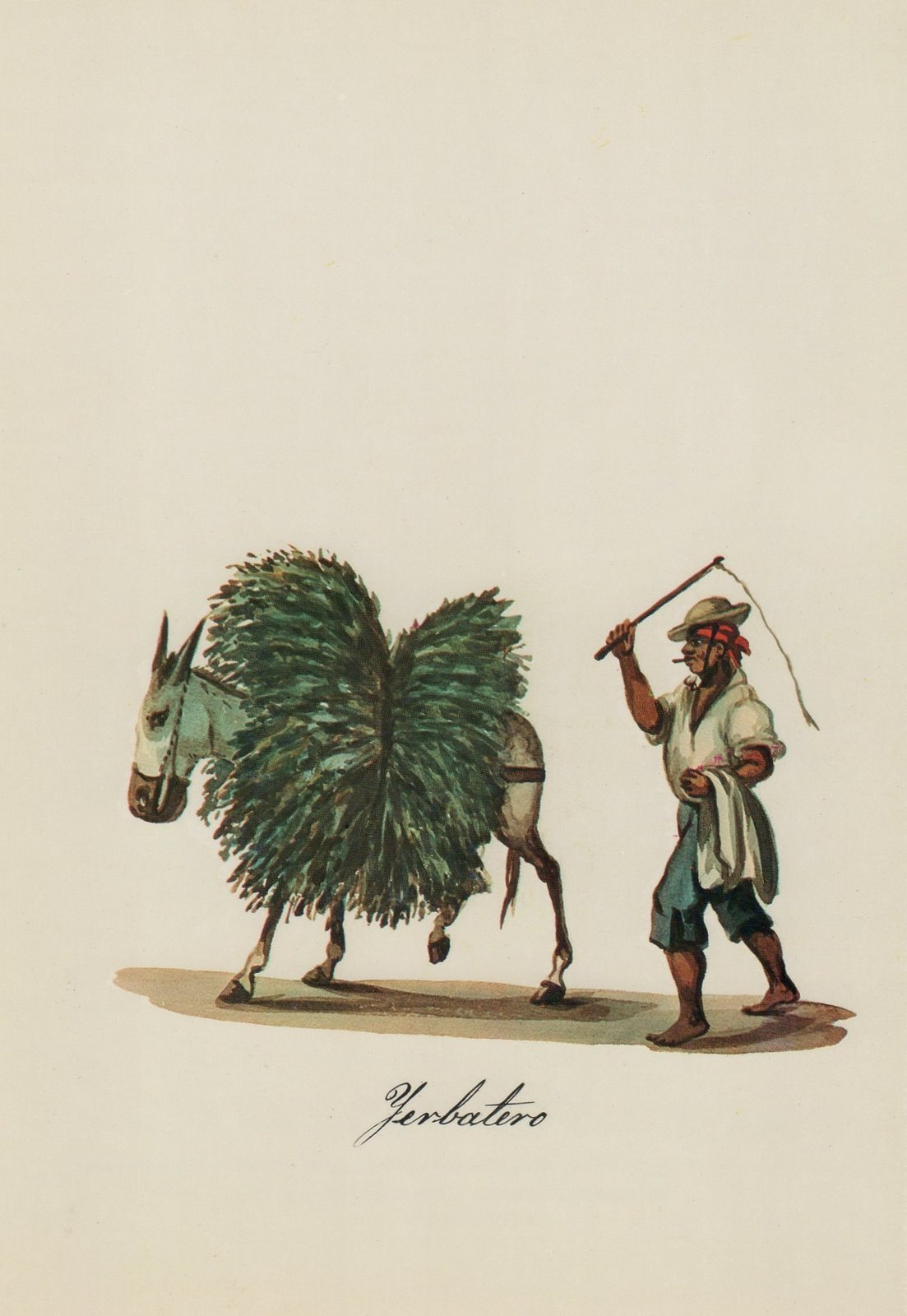
Yerbatero en sus inicios.

Yerbatero es una persona que utiliza distintas hierbas para curar enfermedades o se dedica a vender hierbas para el mismo propósito.
En Misiones (Argentina) para designar a una persona que se dedica al cultivo, industrialización o venta de la yerba mate.

## Cultura popular
- La «Fiesta Nacional de la Yerba Mate» se realiza cada año en la localidad de Apóstoles, Misiones.[2]

## Yerbateros notables
- Julio Ulises Martín